# Der Schatten aus der Zeit
The Shadow Out of Time (Der Schatten aus der Zeit) ist eine Novelle des amerikanischen Horrorschriftstellers H. P. Lovecraft. Sie wurde zwischen November 1934 und Februar 1935 geschrieben und erstmals in der Juni-Ausgabe 1936 von Astounding Stories veröffentlicht. 1939 wurde sie in die Erzählungssammlung The Outsider and Others aufgenommen.

## Geschichte
Nathaniel Wingate Peaslee, Professor für Volkswirtschaftslehre an der Miskatonic-Universität, berichtet in Rückblenden von den Ereignissen, die zwischen dem 14. Mai 1908 und 17.–18. Juli 1935 geschehen sind. Während einer Unterrichtsstunde fällt er am 14. Mai 1908 gegen 10:20 Uhr in ein mehrtägiges Koma. Nachdem er wiedererwacht, scheint er nicht mehr er selbst zu sein. Seine Familie wendet sich von ihm ab, und nur sein jüngster Sohn Wingate Peaslee ist überzeugt davon, dass sein echter Vater eines Tages zurückkommen wird. In den darauffolgenden Jahren begibt sich die Sekundär-Persönlichkeit des Professors auf umfassende Expeditionen an bekannte und unbekannte Orte in aller Welt. Außerdem scheint er soviel Wissen wie nur irgend möglich erwerben zu wollen. Nachdem im September 1913 seine ursprüngliche Persönlichkeit wiedererscheint, versucht er zusammen mit seinem Sohn herauszufinden, was mit ihm geschehen ist. Zunächst geht Peaslee davon aus, dass die Ereignisse und die ihn seit dieser Zeit verfolgenden Alpträume und „Quasi-Erinnerungen“ das Ergebnis einer Geisteskrankheit sind. Doch mit Beginn des Ersten Weltkriegs verschlechtert sich sein seelischer Zustand. Seine anfängliche Erleichterung darüber, dass alles nur auf einer Sinnestäuschung beruhen könnte, schwindet als er feststellen muss, dass es in der Geschichte noch andere Fälle wie den seinen gibt, die sich auf unheimliche Weise ähneln. Dem Professor gelingt es schließlich, immer mehr Erinnerungen freizulegen, bis er sich schließlich genau entsinnen kann, was ihm anscheinend zugestoßen ist.
Er wurde das Opfer eines Körpertausches durch außerirdische Wesen, die sich selbst als die Große Rasse der Yith bezeichneten. Diese waren vor 200 Millionen Jahren auf die Erde gekommen und besaßen die Fähigkeit, ihren Geist sowohl in der Vergangenheit als auch in der Zukunft mit dem eines anderen Wesens zu tauschen. Sie nutzen diese Fähigkeit, um riesige Bibliotheken mit sämtlichem Wissen über das was jemals auf der Erde bekannt war oder je bekannt sein wird anzulegen. Um dieses Ziel zu erreichen, transferieren sie ihren Geist in die jeweilige Epoche, aus der sie Wissen erwerben wollen, in den Körper einer für sie geeigneten Person. Während dieser Zeit befindet sich der Geist, dessen Körper übernommen wird, im jeweiligen Körper des Wesens, das diesen Austausch vollzogen hat. Die gefangenen Personen werden freundlich behandelt und können sich frei bewegen. Außerdem werden sie dazu ermutigt, ihr Wissen aufzuschreiben, wodurch sie freien Zugang zu den Bibliotheken der großen Rasse erhalten. Nachdem man alles in Erfahrung gebracht hat, was man wissen will, wird ein umgekehrter Prozess in Gang gesetzt, und der gefangene Geist kehrt ohne Erinnerung an das Geschehene in seinen Körper zurück. Dies geschieht zum Schutz der Zeitlinie und der Person, welche einem Austausch unterzogen wird, da die Yith nach einigen Versuchen erkannten, dass es negative Konsequenzen nach sich zieht, einen Geist mit dem Wissen, welches er in den Bibliotheken der Yith erlernen konnte, zurück in seine Zeit zu schicken. Nach und nach kommen weitere Details über die Große Rasse ans Licht. So stellt sich heraus, dass die große Rasse vor Äonen ausgestorben ist, da ihre Zivilisation von einer rivalisierenden, aggressiven Rasse zerstört wurde, die als „Flugkraken“ beschrieben werden und sie nur ihre klügsten Geister in die Körper einer Rasse von Käfern die nach der Menschheit die Erde besiedeln werden transferierten.
Peaslee erhält einen Brief, der ihn darüber informiert, dass man in der großen Sandwüste von Australien Ausgrabungen gemacht habe, die dem entsprächen, was er in verschiedenen Artikeln verfasst habe. Daraufhin begibt sich der Professor zusammen mit seinem Sohn nach Australien. Schließlich findet er bei einem nächtlichen Spaziergang die Ruinen der verlassenen Stadt. Nachdem er einen unterirdischen Eingang zu einem halb erhaltenen Teil der Ruinen ausmachen kann, steigt er hinab und erkennt die Gänge und Räume aus seinen Erinnerungen wieder. Hin- und hergerissen zwischen dem Verlangen zu fliehen und einer fiebrigen Mischung aus brennender Neugierde und treibender Schicksalsergebenheit [sic] steigt er tiefer in die vertrauten Ruinen hinab. Während er sich immer weiter vortastet bemerkt er, dass die Falltüren offen stehen, unter denen die Flugkraken eingesperrt waren. Sein Ziel ist das Zentralarchiv, wo er einen Beweis für seine Erinnerungen zu finden hofft. Diesen verliert er jedoch, als er bei seiner Rückkehr voller Panik durch die Gänge rennt, nachdem er versehentlich laute Geräusche verursacht hat, die jemanden oder etwas aufgeweckt haben. Nachdem er die Oberfläche erreicht hat, kehrt er im Morgengrauen in das Expeditionscamp zurück. Da sein einziger Beweis verschwunden ist, kann er nicht mehr mit Sicherheit sagen, ob alles nur ein Traum war oder doch real. Nachdem man an jener Stelle, wo Peaslee sich aufgehalten hatte, zu seiner Erleichterung nichts finden kann, macht er sich zusammen mit seinem Sohn auf den Weg in die Heimat. Die Erzählung endet damit, dass Peaslee dem Leser offenbart, dass es sich bei dem verlorenen Beweis um ein Buch handelt und dass dieses Buch in seiner eigenen Handschrift verfasst worden war.

## Charaktere
Nathaniel Wingate Peaslee
Nathaniel Wingate Peaslee ist der Sohn von Jonathan und Hannah (geb. Wingate) Peaslee. Er ist Professor für Volkswirtschaftslehre an der Miskatonic-Universität in Arkham.
Wingate Peaslee
Wingate Peaslee ist der jüngste Sohn von Nathaniel. Er ist der einzige aus seiner Familie, der weiter Kontakt zu seinem Vater hält. Später studiert er Psychologie und versucht zusammen mit seinem Vater, die Geschehnisse aufzuklären.
Die große Rasse der Yith
Die große Rasse der Yith sind außerirdische Lebensformen, die vor 200 Mio. Jahren auf die Erde kamen und dort gewaltige Städte und Länder gründeten. Ihr Ziel ist es, alles zu erfahren, was jemals auf der Erde bekannt war oder je bekannt sein wird.
Flugkraken
Die Flugkraken kamen vor 750 Mio. Jahren auf die Erde, wo sie in Konflikt mit der Großen Rasse kamen. Diese konnte die Flugkraken besiegen und in unterirdische Verliese sperren, aus denen sie vor 70 Mio. Jahren entkamen und so zum Untergang der Großen Rasse führte.
Käferrasse
Die Käferrasse ist die nächste dominante Spezies auf der Erde, nachdem die Menschheit ausgestorben ist. Um sich vor den Flugkraken zu retten, wird die Große Rasse massenhaft die Körper dieser Wesen übernehmen.

### Textausgaben (Auswahl)
Englisch:
- Astounding Stories, Juni 1936
- The Outsider and Others, Arkham House, 1939

- The Dunwich Horror and Others, Arkham House, 1984

- The Dreams in the Witch House and Other Weird Stories, Penguin Classics, 1999

Deutsch:
- Das Ding auf der Schwelle. Unheimliche Geschichten. Deutsch von Rudolf Hermstein. Bibliothek des Hauses Usher, Frankfurt am Main 1969

- Der Schatten aus der Zeit. Geschichten kosmischen Grauens aus dem Cthulhu-Mythos. Deutsch von Rudolf Hermstein. Suhrkamp, Frankfurt am Main 1982. ISBN 9783518017784

### Sekundärliteratur
- Sunand T. Joshi. H. P. Lovecraft – Leben und Werk. Band 2, Deutsch von Andreas Fliedner, Golkonda-Verlag, München 2020, ISBN 978-3-944720-52-4, 421–424, 455, 456.
- Sunand T. Joshi, David E. Schultz: The Shadow out of Time In: An H.P. Lovecraft Encyclopedia, Hippocampus Press, Westport 2001, ISBN 0-9748789-1-X, S. 233–236.